# Andreas Lehmann (Komponist)

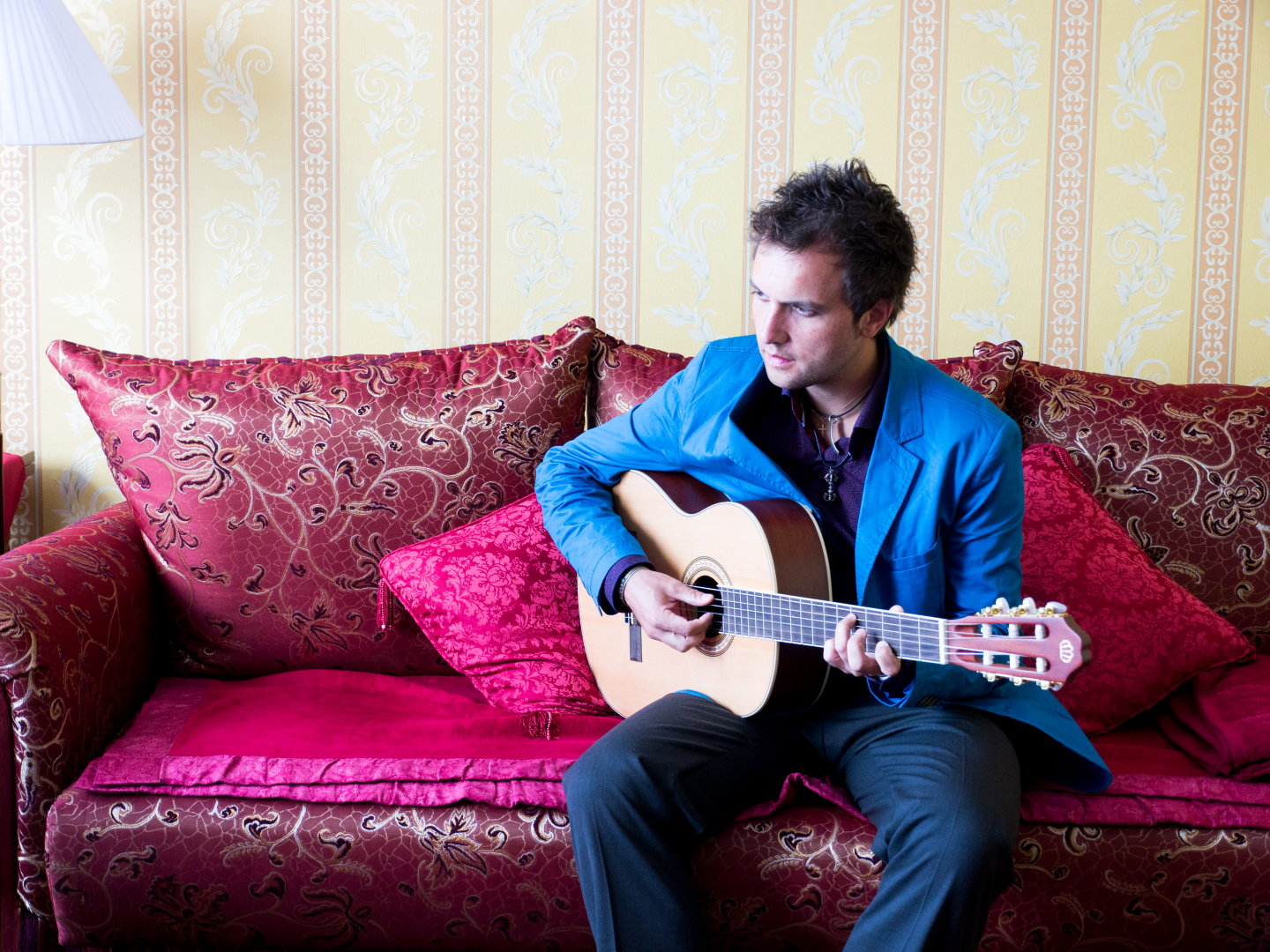
Andreas Lehmann

Andreas Lehmann (* 10. November 1979 in Luckenwalde) ist ein deutscher Filmkomponist und Musikprogrammentwickler.

## Leben
Lehmann arbeitet seit 2006 als Filmkomponist und Musikproduzent für Filme und Werbung.
Zudem ist er für die Programmierung von Musik-Software verantwortlich, wie das Clickbook für Filmkomponisten oder dem Reihenquadrat für Arnold Schönbergs Zwölftonmusik.
2006 trat Andreas Lehmann in den Vorstand der Hilfsorganisation Wasser für die Kinder des Aralsees e. V. bei, die von Joachim Tschirner 1996 gegründet wurde.

## Projekte (Auswahl)
- I am I (Regie: Sabine Umlauft; 2006)
- Wegen Nelly (Regie: Jonathan Bölling; 2006)
- Die Praxis des Grauens oder Lili muss zum Zahnarzt (Regie: Max Conradt; 2006)
- Bunnylove (Regie:Kawo Reland; 2007)
- Goodbye Khuddi (Regie: Inga Bremer; 2007)
- Seidene Stille (Regie: Christian Brüggemann; 2008)